# Lord-Howe-Kuckuckskauz
Der Lord-Howe-Kuckuckskauz (Ninox novaeseelandiae albaria) ist eine ausgestorbene Unterart des Neuseeland-Kuckuckskauzes. Er war auf der Lord-Howe-Insel endemisch.

## Merkmale
Der Lord-Howe-Kuckuckskauz sah der Nominatform sehr ähnlich. Er erreichte eine Größe von 30 bis 35 Zentimetern. Die Flügellänge betrug  bei den Männchen 209 bis 215 Millimeter und bei den Weibchen 218 bis 222 Millimeter. Das insgesamt rötlichbraune Gefieder war getupfert. Der Kopf war stumpf rötlichbraun mit blass weißlichen Überaugenbrauen, die sich bis zum Gesichtsschleier ausdehnten und eine x-förmige Markierung bildeten. Die Oberseite war hell rötlich braun, gleichmäßig gefärbt wie der Kopf und weiß gesprenkelt. Die Unterseite, die Hosen und die Oberflügel waren hell rötlichbraun mit kleinen weißen Flecken. Kopf und Hinternacken zeigten keine Flecken. An den verdeckten Teilen des Bürzels und der Oberschwanzdecken waren wenige weiße Flecken zu erkennen. Der Schnabel war dunkel schiefergrau. Die Augen waren goldgelb. Die Beine und Füße waren grünlich gelb.

## Lebensweise
Der Lord-Howe-Kuckuckskauz bewohnte Wälder auf der Lord-Howe-Insel. Über seine Lebensweise und Wanderungen gibt es keine Aufzeichnungen.

## Aussterben
Der genaue Zeitpunkt des Aussterbens ist unbekannt. Nach dem Schiffbruch der SS Makambo im Jahre 1918 vor der Lord-Howe-Insel brach auf der Insel eine Rattenplage aus. In den 1920er-Jahren wurden zur Bekämpfung der Plage mehrere Eulenarten auf der Lord-Howe-Insel eingeführt, darunter Kuckuckskäuze aus Australien und die Neuhollandeule. Der Lord-Howe-Kuckuckskauz war vermutlich nie besonders häufig. Er fiel sowohl der Nachstellung durch die Ratten als auch der Konkurrenz mit den eingeführten Eulen zum Opfer. In den 1950er-Jahren wurden zum letzten Mal Kuckuckskauz-Rufe auf der Lord-Howe-Insel gehört, jedoch konnte nicht genau bestimmt werden, zu welchem Taxon diese Rufe gehörten.